# (26375) 1999 DE9
(26375) 1999 DE9 ist ein großes transneptunisches Objekt im Kuipergürtel, das bahndynamisch als resonantes Kuipergürtel-Objekt (2:5–Resonanz) oder als Scattered Disk Object (SDO) eingestuft wird. Aufgrund seiner Größe ist der Asteroid ein Zwergplanetenkandidat.

## Entdeckung
1999 DE9 wurde am 20. Februar 1999 von Scott Sheppard und Jane Luu (offiziell) sowie Amanda Bosh, Jan Kleyna und Amanda Sickafoose mit dem 0,9–m–Teleskop am Kitt-Peak-Observatorium (Arizona) entdeckt. Die Entdeckung wurde am 5. Juli 2000 bekanntgegeben, der Planetoid erhielt später von der IAU die Kleinplanetennummer 26375.
Nach seiner Entdeckung ließ sich 1999 DE9 auf Fotos bis zum 29. Januar 1990, die im Rahmen des Digitized-Sky-Survey-Programmes gemacht wurden, zurückgehend identifizieren und so seinen Beobachtungszeitraum um neun Jahre verlängern, um so seine Umlaufbahn genauer zu berechnen. Im April 2017 lagen insgesamt 266 Beobachtungen über einen Zeitraum von 27 Jahren vor. Die bisher letzte Beobachtung wurde im April 2017 am Pan-STARRS-Teleskop durchgeführt. (Stand 28. Februar 2019)

## Eigenschaften

### Umlaufbahn
1999 DE9 umkreist die Sonne in 413,59 Jahren auf einer stark elliptischen Umlaufbahn zwischen 32,37 AE und 78,65 AE Abstand zu deren Zentrum. Die Bahnexzentrizität beträgt 0,417, die Bahn ist 7,63° gegenüber der Ekliptik geneigt. Derzeit ist der Planetoid 39,35 AE von der Sonne entfernt. Das Perihel durchläuft er das letzte Mal 1986, der nächste Periheldurchlauf dürfte also im Jahre 2400 erfolgen.
Marc Buie (DES) klassifiziert den Planetoiden als RKBO (2:5-Resonanz mit Neptun), während das Minor Planet Center ihn als SDO und allgemein als «Distant Object» einordnet.

### Größe
Derzeit wird von einem Durchmesser von etwa 461 km ausgegangen, basierend auf einem Rückstrahlvermögen von 6,9 % und einer absoluten Helligkeit von 5,21 m, was anhand der Lichtkurven mit dem Spitzer-Weltraumteleskop ermittelt wurde. Ausgehend von einem Durchmesser von 461 km ergibt sich eine Gesamtoberfläche von etwa 668.000 km². Die scheinbare Helligkeit von 1999 DE9 beträgt 20,93 m, die mittlere Oberflächentemperatur wird auf lediglich 37 K (−236 °C) geschätzt, was der Temperatur des Neptunmondes Triton entspricht, der bislang kältesten direkt gemessenen Temperatur im Sonnensystem. Von einer geschätzten allgemeinen mittleren Dichte von 2 g/cm³ ausgehend ergibt sich eine Schätzung der Masse von 1.025e20 kg.
Da anzunehmen ist, dass sich 1999 DE9 aufgrund seiner Größe im hydrostatischen Gleichgewicht befindet und somit weitgehend rund sein muss, sollte er die Kriterien für eine Einstufung als Zwergplanet erfüllen. Sowie Mike Brown als auch Gonzalo Tancredi gehen davon aus, dass es sich bei 1999 DE9 um möglicherweise einen Zwergplaneten handelt.
Spektrale Lichtkurvenanalysen zeigten nur kleine Abweichungen, was auf eine runde Form mit keinen Albedoflecken hinweist, außerdem wurden Spuren von einigen Prozent Wassereis auf der Oberfläche gefunden. Einige Resultate lassen ferner auf das Vorhandensein der Hydroxygruppe schließen.
Anhand von Lichtkurvenbeobachtungen, die nur teilweise durchgeführt werden konnten, rotiert 1999 DE9 in mindestens 24 Stunden einmal um seine Achse. Daraus ergäbe sich, dass er in einem 1999 DE9-Jahr 151064,9 Eigendrehungen („Tage“) vollführte. Diese eintägige Rotationsperiode scheint eine Untergrenze darzustellen und ist möglicherweise auch ganz falsch.
| Jahr                                         | Abmessungen km      | Quelle              |
| -------------------------------------------- | ------------------- | ------------------- |
| 2007                                         | 461,0 +046,1 −045,3 | Stansberry u. a.    |
| 2008                                         | 482,0               | Tancredi            |
| 2010                                         | 482,0               | Tancredi            |
| 2013                                         | 311,0 +029,0 −032,0 | Lellouch u. a.      |
| 2013                                         | 444,0               | Mommert u. a.       |
| 2015                                         | 383,27              | LightCurve DataBase |
| 2018                                         | 474,0               | Brown               |
| Die präziseste Bestimmung ist fett markiert. |                     |                     |